# Asparagusato reduttasi
La asparagusato reduttasi è un enzima appartenente alla classe delle ossidoreduttasi, che catalizza la seguente reazione:
3-mercapto-2-mercaptometilpropanoato + NAD+ ⇄ asparagusato + NADH + H+
L'enzima agisce anche sul lipoato.